# イヤー・オブ・ザ・スネーク 第四の帝国
『イヤー・オブ・ザ・スネーク 第四の帝国』（イヤーオブザスネークだいよんのていこく、Die vierte Macht）は2012年のドイツのサスペンス映画。
監督はデニス・ガンゼル、出演はモーリッツ・ブライプトロイとカシア・スムトゥニアクなど。
制作時の仮題（英題）は『The Year of the Snake』。
日本では劇場未公開だが、WOWOWシネマの番組『W座からの招待状』が全国の単館系劇場と行なっている無料興行イベント『旅するW座』の第3弾として2013年4月から6月まで5つの劇場で順次上映された後、同年6月30日にWOWOWで放送された。

## ストーリー
爆弾テロ犯の濡れ衣を着せられたドイツ人ジャーナリストの姿を通して第二次チェチェン紛争にまつわるロシアの国家的陰謀を描く。

## キャスト
- ポール・イェンセン: モーリッツ・ブライプトロイ - モスクワに仕事でやって来たドイツ人ジャーナリスト。
- カティヤ: カシア・スムトゥニアク - ポールと恋に落ちたロシア人女性。
- ディマ: マックス・リーメルト - ポールの同僚カメラマン。気のいいロシア人。
- アレクセイ・オネーギン: ラデ・シェルベッジア - ポールの雇い主。ポールの亡父の友人。
- アスラン: マーク・イヴァニール（英語版） - ポールが刑務所で出会ったチェチェン人活動家。
- ウラジミール: スティペ・エルツェッグ - 反政府活動家。カティヤの友人。